# ناقل العبارة
ناقل العبارة، أو بناء العبارة عموماً هو بلازميد مستخدم في إدخال جينوم معين داخل الخلية الهدف. عندما يصبح ناقل العبارة داخل الخلية ،ينتج البروتين المشفر من قبل الجينوم عن طريق النسخ (وراثة) الخلوي والترجمة (وراثة) الآلية للتركيبات الريبوسومية.
يصمم البلازميد هندسياً ليحوي سلاسل منتظمة تعمل كمناطق معززة ومحفزة تقود على عمليات نسخ فعالة للجينات المحمولة في متجهة العبارة. الهدف من التصميم الجيد للناقل هو إنتاج كميات أكبر من RNA الرسول المستقر، وبذلك البروتين. نواقل العبارة هي أدوات رئيسية للتقانة حيوية وإنتاج بروتينات مثل إنسولين الهام في العلاجات الطبية لأمراض معينة مثل السكري. بعد إعداد العبارة الجينية ،يتوجب تحديد البروتين بوضوح ،لكن بما أن المتجهة مقدمة لخلية مضيفة فإن البروتين المطلوب يجب تنقيته من البروتينات الخاصة بالخلية المضيفة. ولذلك لتسهيل عملية التنقية ،يجب أن تكون الجينات المستنسخة مميزة بعلامة ما. ممكن أن تكون بوليهيستيدين أو أي علامة ببتيدية أخرى.
تستخدم نواقل العبارة لتقنيات علم الاحياء الجزيئي مثل Site-directed mutagenesis.
النواقل المستنسخة والمشابهة بشكل كبير لمتجهات العبارة، تحتاج للعملية ذاتها لإدخال جين جديد في البلازميد، لكن البلازميد يضاف بعدها في البكتريا لأغراض النسخ المتماثل. عموماً ناقل (بيولوجيا جزيئية) الDNA المستخدمة في الجينات البيولوجية الجزيئية تجارب الجين المستنسخ لا تنتج بالضرورة عبارة للبروتين.
نواقل العبارة يجب أن تعطي إشارات مثل تهيج قوي أو رامزة انتهاء قوية أو تعديل للمسافة بين المهيّج والجين المستنسخ وإدخال سلسلة نهاية مستنسخة وPTIS (سلسلة بدء النسخ محمولة).

## بعض الاستخدامات الشائعة
في السنوات القريبة استخدمت نواقل العبارة لإنتاج جينات معينة في الأحياء الدقيقة ،خاصة النباتات المستخدمة في الزراعة. ناقل العبارة استخدم في إنتاج سلائف الفيتامين ألف، كاروتين بيتا في نبات الأرز.
وسمي الناتج أرز ذهبي. استخدمت هذه العملية أيضاً لإدخال جين في النباتات التي تنتج مبيد حشري وتسمى Bacillus thuringiensis أو السم المعدل وراثيا الذي يقلل من حاجة الفلاحين لاستخدام المبيدات الحشرية. بالإضافة إلى أن ناقل العبارة يستخدم لتوسيع نضج الطماطم عن طريق تعديل النبات بحيث تنتج كميات أقل من من الكيماويات التي تجعل الطماطم تتعفن. هناك عدة انتقادات لاستخدام ناقل العبارة في التعديل الوراثي بسبب عدم معرفة الأخطار الصحية لذلك ،واحتمال حصول الشركات على براءات اختراع بعض المحاصيل وكذلك المخاوف الاخلاقية. ومع ذلك لا تزال هذه التقنية مستخدمة ويتم البحث والدراسة فيها بشدة.